# Couvent des Grands Minimes du Plessis-lès-Tours
Le couvent des Grands Minimes du Plessis-lès-Tours est situé à La Riche. Le monument fait l’objet d’une inscription au titre des monuments historiques depuis 2007.

## Histoire
La couvent accueille le tombeau de Saint François de Paule.

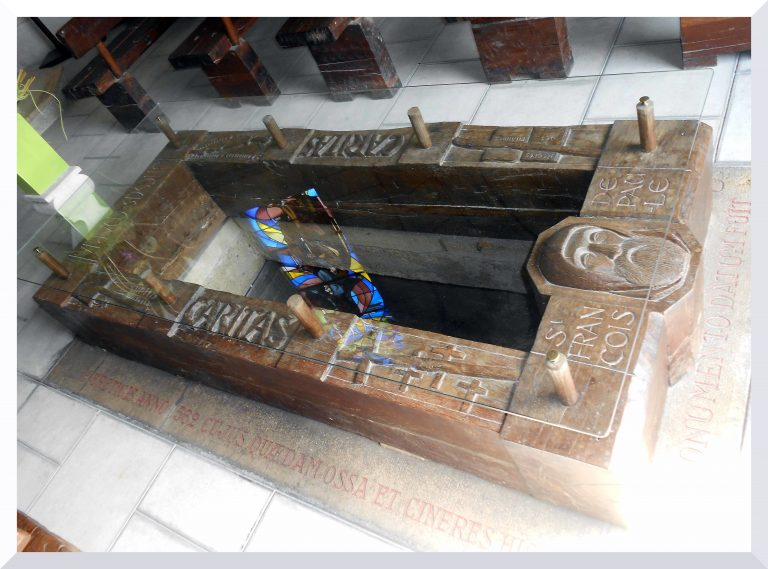
Tombeau de Saint François de Paule.